# Passeriformes
L'ordre dels passeriformes és el més extens dels ocells. Agrupa un gran nombre de famílies i, en conjunt, reben el nom d'ocells o moixons. El nom deriva de Passer, que és el nom científic del gènere que entre d'altres inclou els pardals.
Solen ésser de mida petita, malgrat que hi ha moltes excepcions, com els còrvids, que arriben a fer més de 60 cm de longitud i més d'un kg de pes.
Les diferents famílies són molt variables i per això és més fàcil definir aquestes que no pas el conjunt de l'ordre. Una característica comuna a tots els representants és l'anisodactília, o sia, presentar tres dits dirigits endavant i un cap enrere, l'ungla del qual ultrapassa en longitud les dels altres dits.
Molts representants tenen la siringe molt desenvolupada i canten molt bé. Els polls dels passeriformes són nidícoles.

## Taxonomia

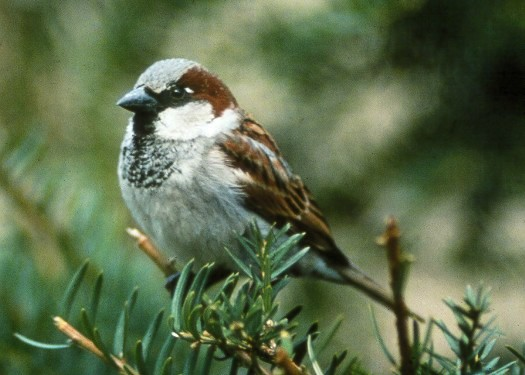
Pardal comú (Passer domesticus)

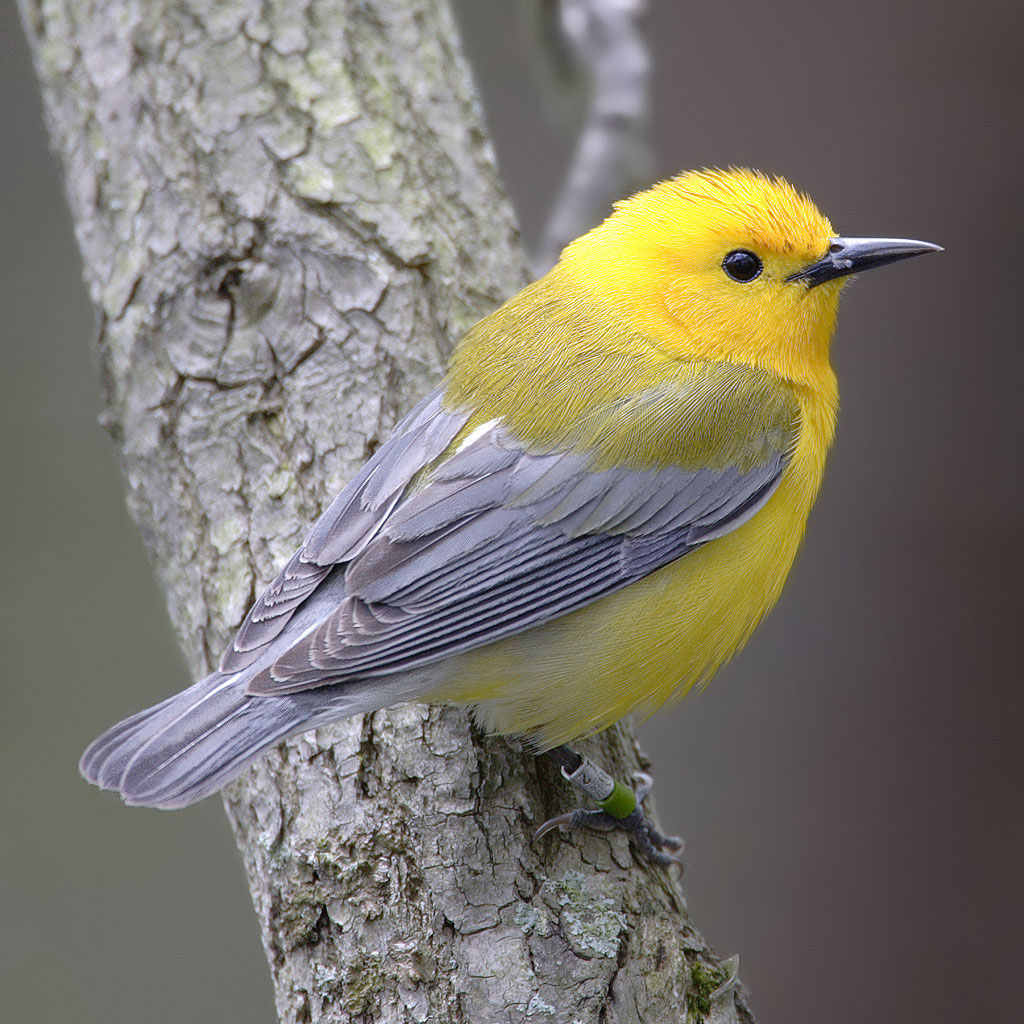
Protonotaria citrea

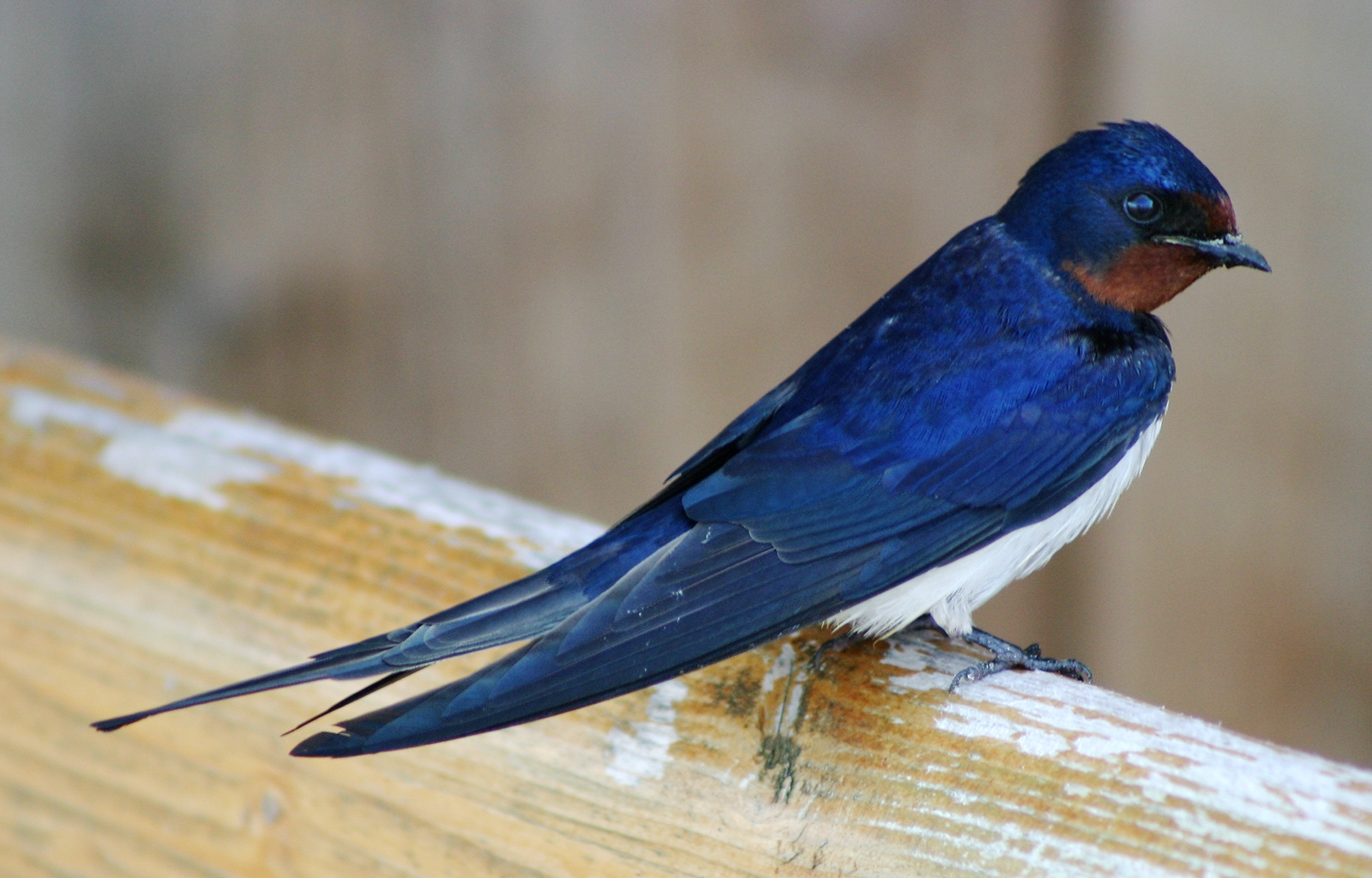
Oreneta vulgar (Hirundo rustica)

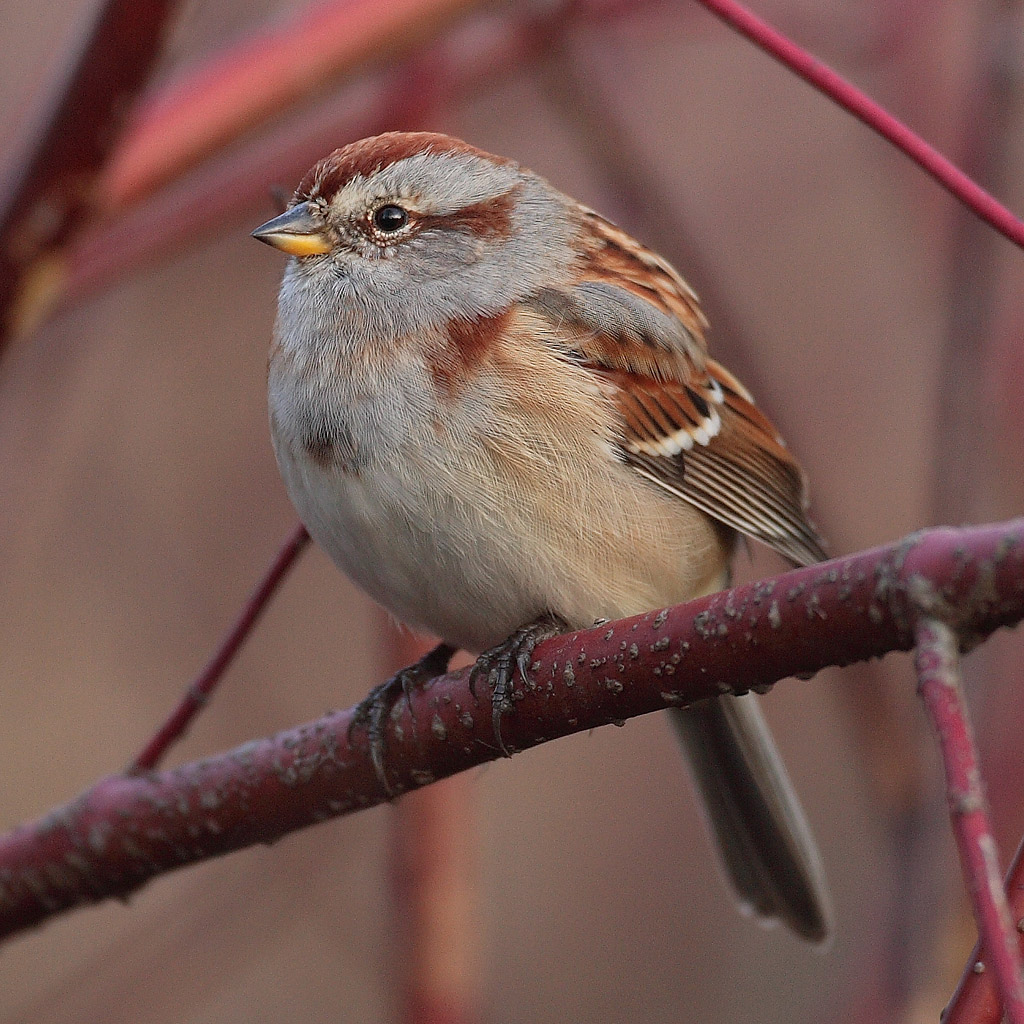
Espizella arborea

L'ordre dels passeriformes està format per tres subordres que segons la classificació del Congrés Ornitològic Internacional (versió 11.1, 2021) contenen 144 famílies amb 1353 gèneres i 6549 espècies:
- Subordre Acanthisitti, amb una família.
  - Família dels acantisítids (Acanthisittidae), amb tres gèneres i 4 espècies.
- Subordre Tyranni, amb 16 famílies: 
  - Família dels sapayoids (Sapayoidae), monotípica: sapayoa (Sapayoa aenigma)
  - Família dels filepítids (Philepittidae), amb dos gèneres i 4 espècies.
  - Família dels eurilàimids (Eurylaimidae), amb 7 gèneres i 9 espècies.
  - Família dels caliptomènids (Calyptomenidae), amb dos gèneres i 6 espècies.
  - Família dels pítids (Pittidae), amb tres gèneres i 44 espècies.
  - Família dels furnàrids (Furnariidae), amb 70 gèneres i 315 espècies.
  - Família dels tamnofílids (Thamnophilidae), amb 59 gèneres i 238 espècies.
  - Família dels formicàrids (Formicariidae), amb dos gèneres i 12 espècies.
  - Família dels gral·làrids (Grallariidae), amb 5 gèneres i 55 espècies.
  - Família dels conopofàgids (Conopophagidae), amb dos gèneres i 11 espècies.
  - Família dels rinocríptids (Rhinocryptidae), amb 12 gèneres i 65 espècies.
  - Família dels melanopareids (Melanopareiidae), amb un gènere i 5 espècies.
  - Família dels tirànids (Tyrannidae), amb 104 gèneres i 437 espècies.
  - Família dels cotíngids (Cotingidae), amb 24 gèneres i 66 espècies.
  - Família dels píprids (Pipridae), amb 17 gèneres i 53 espècies.
  - Família dels titírids (Tityridae), amb 11 gèneres i 45 espècies.
- Subordre Passeri, amb 127 famílies 
  - Família dels menúrids (Menuridae), amb un gènere i dues espècies.
  - Família dels atricornítids (Atrichornithidae), amb un gènere i dues espècies.
  - Família dels ptilonorrínquids (Ptilonorhynchidae), amb 8 gèneres i 27 espècies.
  - Família dels climactèrids (Climacteridae), amb dos gèneres i 7 espècies.
  - Família dels malúrids (Maluridae), amb 6 gèneres i 32 espècies.
  - Família dels melifàgids (Meliphagidae), amb 55 gèneres i 191 espècies.
  - Família dels dasiornítids (Dasyornithidae), amb un gènere i tres espècies.
  - Família dels pardalòtids (Pardalotidae), amb un gènere i 4 espècies.
  - Família dels acantízids (Acanthizidae), amb 15 gèneres i 66 espècies.
  - Família dels pomatostòmids (Pomatostomidae), amb dos gèneres i 5 espècies.
  - Família dels ortoníquids (Orthonychidae), amb un gènere i tres espècies.
  - Família dels cnemofílids (Cnemophilidae), amb dos gèneres i tres espècies.
  - Família dels melanocarítids (Melanocharitidae), amb 4 gèneres i 10 espècies.
  - Família dels paramítids (Paramythiidae), amb dos gèneres i dues espècies.
  - Família dels cal·lèids (Callaeidae), amb tres gèneres i 5 espècies.
  - Família dels notiomístids (Notiomystidae), monotípica: hihi (Notiomystis cincta).
  - Família dels psofòdids (Psophodidae), amb dos gèneres i 6 espècies.
  - Família dels cinclosomàtids (Cinclosomatidae), amb dos gèneres i 12 espècies.
  - Família dels platistèirids (Platysteiridae), amb tres gèneres i 31 espècies.
  - Família dels malaconòtids (Malaconotidae), amb 8 gèneres i 50 espècies.
  - Família dels maquerirrínquids (Machaerirhynchidae), amb un gènere i dues espècies.
  - Família dels vàngids (Vangidae), amb 21 gèneres i 39 espècies.
  - Família dels pitiriàsids (Pityriasidae), monotípica: gimnocèfal (Pityriasis gymnocephala).
  - Família dels artàmids (Artamidae), amb 6 gèneres i 24 espècies.
  - Família dels ragològids (Rhagologidae), monotípica xiuladora pigallada (Rhagologus leucostigma)
  - Família dels egitínids (Aegithinidae), amb un gènere i 4 espècies.
  - Família dels campefàgids (Campephagidae), amb 11 gèneres i 93 espècies.
  - Família dels mohòvids (Mohouidae), amb un gènere i tres espècies.
  - Família dels neosítids (Neosittidae), amb un gènere i tres espècies.
  - Família dels eulacestòmids (Eulacestomatidae), monotípica: aladre (Eulacestoma nigropectus).
  - Família dels oreoícids (Oreoicidae), amb tres gèneres i tres espècies.
  - Família dels falcuncúlids (Falcunculidae), monotípica: xiuladora arlequinada (Falcunculus frontatus.
  - Família dels paquicefàlids (Pachycephalidae), amb 5 gèneres i 64 espècies.
  - Família dels lànids (Laniidae), amb 4 gèneres i 33 espècies.
  - Família dels vireònids (Vireonidae), amb 6 gèneres i 64 espècies.
  - Família dels oriòlids (Oriolidae), amb 4 gèneres i 38 espècies.
  - Família dels dicrúrids (Dicruridae), amb un gènere i 30 espècies.
  - Família dels ripidúrids (Rhipiduridae), amb tres gèneres i 53 espècies.
  - Família dels monàrquids (Monarchidae), amb 16 gèneres i 102 espècies.
  - Família dels còrvids (Corvidae), amb 25 gèneres i 133 espècies.
  - Família dels corcoràcids (Corcoracidae), amb dos gèneres i dues espècies.
  - Família dels melampítids (Melampittidae), amb dos gèneres i dues espècies.
  - Família dels ifrítids (Ifritidae), monotípica: ifrit (Ifrita kowaldi).
  - Família dels paradiseids (Paradisaeidae), amb 16 gèneres i 43 espècies.
  - Família dels petròicids (Petroicidae), amb 19 gèneres i 50 espècies.
  - Família dels picatàrtids (Picathartidae), amb un gènere i dues espècies.
  - Família dels quetòpids (Chaetopidae), amb un gènere i dues espècies.
  - Família dels eupètids (Eupetidae), monotípica: eupeta (Eupetes macrocerus).
  - Família dels bombicíl·lids (Bombycillidae), amb un gènere i tres espècies.
  - Família dels ptiliogonàtids (Ptiliogonatidae), amb tres gèneres i 4 espècies.
  - Família dels hipocòlids (Hypocoliidae), monotípica: hipocoli (Hypocolius ampelinus).
  - Família dels dúlids (Dulidae), monotípica: cigua de les palmeres (Dulus dominicus).
  - Família dels mohoids (Mohoidae), amb dos gèneres i 5 espècies.
  - Família dels hilocitreids (Hylocitreidae), monotípica: hilocitrea (Hylocitrea bonensis).
  - Família dels estenostírids (Stenostiridae), amb 4 gèneres i 9 espècies.
  - Família dels pàrids (Paridae), amb 14 gèneres i 64 espècies.
  - Família dels remízids (Remizidae), amb tres gèneres i 11 espècies.
  - Família dels nicatòrids (Nicatoridae), amb un gènere i tres espècies.
  - Família dels panúrids (Panuridae), monotípica: mallerenga de bigotis (Panurus biarmicus).
  - Família dels alàudids (Alaudidae), amb 21 gèneres i 99 espècies.
  - Família dels picnonòtids (Pycnonotidae), amb 32 gèneres i 158 espècies.
  - Família dels hirundínids (Hirundinidae), amb 19 gèneres i 88 espècies.
  - Família dels pnoepígids (Pnoepygidae), amb un gènere i 5 espècies.
  - Família dels macrosfènids (Macrosphenidae), amb 6 gèneres i 18 espècies.
  - Família dels cètids (Cettiidae), amb 7 gèneres i 32 espècies.
  - Família dels escotocèrcids (Scotocercidae), monotípica: prínia del desert (Scotocerca inquieta)
  - Família dels eritrocèrcids (Erythrocercidae), amb un gènere i tres espècies.
  - Família dels hílids (Hyliidae), amb dos gèneres i dues espècies.
  - Família dels egitàlids (Aegithalidae), amb tres gèneres i 13 espècies.
  - Família dels fil·loscòpids (Phylloscopidae), amb un gènere i 80 espècies.
  - Família dels acrocefàlids (Acrocephalidae), amb 7 gèneres i 62 espècies.
  - Família dels locustèl·lids (Locustellidae), amb 11 gèneres i 66 espècies.
  - Família dels donacòbids (Donacobiidae), monotípica: angú (Donacobius atricapilla).
  - Família dels bernièrids (Bernieridae), amb 8 gèneres i 11 espècies.
  - Família dels cisticòlids (Cisticolidae), amb 26 gèneres i 163 espècies.
  - Família dels sílvids (Sylviidae), amb dos gèneres i 34 espècies.
  - Família dels paradoxornítids (Paradoxornithidae), amb 16 gèneres i 37 espècies.
  - Família dels zosteròpids (Zosteropidae), amb 13 gèneres i 141 espècies.
  - Família dels timàlids (Timaliidae), amb 10 gèneres i 54 espècies.
  - Família dels pel·lorneids (Pellorneidae), amb 13 gèneres i 62 espècies.
  - Família dels alcipeids (Alcippeidae), amb un gènere i 10 espècies.
  - Família dels leiotríquids (Leiothrichidae), amb 16 gèneres i 133 espècies.
  - Família dels modulatrícids (Modulatricidae), amb tres gèneres i tres espècies.
  - Família dels promeròpids (Promeropidae), amb un gènere i dues espècies.
  - Família dels irènids (Irenidae), amb un gènere i dues espècies.
  - Família dels regúlids (Regulidae), amb un gènere i 6 espècies.
  - Família dels elacúrids (Elachuridae), monotípica: elacura (Elachura formosa).
  - Família dels hiliòtids (Hyliotidae), amb un gènere i 4 espècies.
  - Família dels troglodítids (Troglodytidae), amb 19 gèneres i 88 espècies.
  - Família dels polioptílids (Polioptilidae), amb tres gèneres i 20 espècies.
  - Família dels sítids (Sittidae), amb un gènere i 28 espècies.
  - Família dels ticodròmids (Tichodromidae), monotípica: pela-roques (Tichodroma muraria)..
  - Família dels cèrtids (Certhiidae), amb dos gèneres i 11 espècies.
  - Família dels mímids (Mimidae), amb 10 gèneres i 34 espècies.
  - Família dels estúrnids (Sturnidae), amb 33 gèneres i 123 espècies.
  - Família dels bufàgids (Buphagidae), amb un gènere i dues espècies.
  - Família dels túrdids (Turdidae), amb 17 gèneres i 172 espècies.
  - Família dels muscicàpids (Muscicapidae), amb 50 gèneres i 332 espècies.
  - Família dels cínclids (Cinclidae), amb un gènere i 5 espècies.
  - Família dels cloropseids (Chloropseidae), amb un gènere i 11 espècies.
  - Família dels diceids (Dicaeidae), amb dos gèneres i 49 espècies.
  - Família dels nectarínids (Nectariniidae), amb 16 gèneres i 145 espècies.
  - Família dels passèrids (Passeridae), amb 8 gèneres i 43 espècies.
  - Família dels ploceids (Ploceidae), amb 15 gèneres i 117 espècies.
  - Família dels estríldids (Estrildidae), amb 39 gèneres i 141 espècies.
  - Família dels viduids (Viduidae), amb dos gèneres i 20 espècies.
  - Família dels peucedràmids (Peucedramidae), monotípica: peucèdram (Peucedramus taeniatus).
  - Família dels prunèl·lids (Prunellidae), amb un gènere i 13 espècies.
  - Família dels motacíl·lids (Motacillidae), amb 5 gèneres i 69 espècies.
  - Família dels urocincràmids (Urocynchramidae), monotípica: pinsà de Przewalski (Urocynchramus pylzowi).
  - Família dels fringíl·lids (Fringillidae), amb 50 gèneres i 230 espècies.
  - Família dels calcàrids (Calcariidae), amb tres gèneres i 6 espècies.
  - Família dels rodinocíclids (Rhodinocichlidae), monotípica: tàngara rosada (Rhodinocichla rosea).
  - Família dels emberízids (Emberizidae), amb un gènere i 44 espècies.
  - Família dels passerèl·lids (Passerellidae), amb 29 gèneres i 138 espècies.
  - Família dels caliptofílids (Calyptophilidae), amb un gènere i dues espècies.
  - Família dels fenicofílids (Phaenicophilidae), amb tres gèneres i 4 espècies.
  - Família dels nesospíngids (Nesospingidae), monotípica: tàngara de Puerto Rico (Nesospingus speculiferus).
  - Família dels espindàlids (Spindalidae), amb un gènere i 4 espècies.
  - Família dels zeledònids (Zeledoniidae), monotípica: zeledònia (Zeledonia coronata).
  - Família dels teretístrids (Teretistridae), amb un gènere i dues espècies.
  - Família dels ictèrids (Icteriidae), monotípica: ictèria (Icteria virens).
  - Família dels ictèrids (Icteridae), amb 30 gèneres i 109 espècies.
  - Família dels parúlids (Parulidae), amb 18 gèneres i 119 espècies.
  - Família dels mitrospíngids (Mitrospingidae), amb tres gèneres i 4 espècies.
  - Família dels cardinàlids (Cardinalidae), amb 14 gèneres i 53 espècies.
  - Família dels tràupids (Thraupidae), amb 107 gèneres i 383 espècies.